# Eacles
Eacles — рід лускокрилих з родини сатурнієвих, підродини Ceratocampinae.

## Систематика
До складу роду входять:
- Eacles adoxa (Jordan, 1910) — Еквадор
- Eacles barnesi (Schaus, 1905) — Французька Гвіана, Бразилія та Перу
- Eacles callopteris (Rothschild, 1907) — Еквадор
- Eacles imperialis (Drury, 1773) — США
- Eacles magnifica (Walker, 1855) — Мексика, Гватемала, Нікарагуа, Панама, Бразилія, Аргентина та Парагвай
- Eacles masoni (Schaus, 1896) — Мексика, Центральна Америка, Еквадор
- Eacles ormondei (Schaus, 1889) — Еквадор, Мексика
- Eacles oslari (Rothschild, 1907) — США та Мексика
- Eacles penelope (Cramer, 1775) — Еквадор